# Le più belle canzoni di Sanremo
Le più belle canzoni di Sanremo è un album dei Ro.Bo.T. del 1985,  del 1985 pubblicato dalla Five Record.

## L'album
L'album contiene 9 brani legati al Festival di Sanremo presentati alla trasmissione Premiatissima del 1985 e un medley con dei cavalli di battaglia del trio.
Questo album è stato inciso anche in spagnolo e pubblicato in Venezuela, Portogallo e Brasile.

## Tracce
LATO A
1. Gli occhi miei
2. Che sarà
3. L'italiano
4. Nel blu dipinto di blu
5. Medley (Una lacrima sul viso / Sono una donna non sono una santa / Cuore matto)

LATO B
1. Quando quando quando
2. Io che non vivo (senza te)
3. Quando m'innamoro
4. Un'avventura
5. Sarà perché ti amo

## Formazione
- Rosanna Fratello – voce
- Bobby Solo – voce
- Little Tony – voce
- Pino Santamaria – basso
- Enrico Ciacci – chitarra elettrica, chitarra acustica, chitarra a 12 corde, chitarra classica
- Duilio Sorrenti – batteria, percussioni
- Piero Pintucci – tastiera